# Szilvia Péter-Szabó
Szilvia Péter-Szabó (ur. 9 września 1982 w Segedynie) – węgierska piosenkarka, wokalistka zespołu NOX, z którym reprezentowała Węgry w 50. Konkursie Piosenki Eurowizji w 2005 roku.

## Kariera

### Działalność z zespołem NOX
Szilvia Péter-Szabó sama nauczyła się śpiewać. Na początku swojej kariery śpiewała w małym zespole z Segedynia. Kilka miesięcy później została zauważona przez Tamása Nagyego, z którym założyła zespół NOX. 22 lipca 2002 roku premierę miał debiutancki album grupy zatytułowany Örökség, który uzyskał certyfikat platynowej płyty w kraju za sprzedaż w ponad czterech tysiącach egzemplarzy. W latach 2003–2009 rokrocznie ukazywały się kolejne płyty zespołu: Bűvölet (2003), świąteczna Karácsony (2004), Ragyogás (2005), Örömvölgy (2006), Csendes (2007), Időntúl (2008) i Most (2009). Zespół ma na swoim koncie trzy certyfikaty podwójnej platynowej płyty, dwie platynowej oraz cztery złotej.
W 2005 roku razem z zespołem wygrała finał krajowych eliminacji eurowizyjnych z utworem „Forogj, világ!”, dzięki czemu została reprezentantką Węgier w 50. Konkursie Piosenki Eurowizji organizowanym w Kijowie. 21 maja wystąpiła z zespołem w półfinale Konkursu Piosenki Eurowizji i zakwalifikowała się z piątego miejsca do finału, w którym zajęła ostatecznie dwunaste miejsce z 97 punktami na koncie, w tym 10 z Polski.
W 2006 roku razem z zespołem nagrała singel „Embermadár”, będący oficjalnym hymnem Mistrzostw Europy w Pływaniu 2006 organizowanych w Budapeszcie.
W 2009 roku zespół zawiesił swoją działalność.

### Kariera solowa
7 maja 2007 roku Péter-Szabó wydała swój debiutancki solowy album studyjny zatytułowany Mesék, mondák, mondókák. Po rozpadzie zespołu NOX w 2009 roku piosenkarka zdecydowała się na przerwę w karierze i wyjechała na urlop do Australii. W trakcie pobytu w kraju zaczęła pisać kolejne piosenki, które później pojawiły się na jej drugiej solowej płycie.
W 2011 roku wyjechała do Londynu, gdzie zdecydowała się na powrót do muzyki. Zaczęła wówczas kontynuować pracę nad nowym materiałem, za pomocą którego chciała przekazać uczucia, jakie towarzyszyły jej podczas trzyletniej przerwy w karierze. Podczas nagrań towarzyszyli jej tacy producenci, jak m.in. Joe90, Sam Barter i PJ Hawn, zaś materiał współtworzyli m.in. Pierre Lewis i Paul Britt. Płyta zatytułowana Revolution miała swoją premierę pod koniec maja 2013 roku. Album promowany był przez single: „Érezd, hogy élsz” (wydany także w anglojęzycznej wersji jako „Bring Me to Life”), „Blind Love” i „Rólunk szól”. W grudniu tego samego roku ukazał się jej kolejny singel zatytułowany „Szép világ”.
W 2014 roku zaprezentowała dwa nowe single: „Hív a világ” w sierpniu oraz „Bíbormadár” w listopadzie. W marcu 2015 roku ukazał się kolejny singel – „Látomás”.

## Dyskografia

### Albumy studyjne

#### Wydane z NOX
- Örökség (2002)
- Bűvölet (2003)
- Ragyogás (2005)
- Örömvölgy (2006)
- Csendes (2007)
- Időntúl (2008)
- Most! (2009)

#### Solowe
- Mesék, mondák, mondókák (2007)
- Revolution (2013)